# Clemens Biener
Clemens Biener, auch Klemens Biener (* 15. April 1887 in Mährisch-Schönberg; † 26. November 1965 in Wien) war ein österreichischer Literaturhistoriker und Mittelschullehrer.

## Leben
Clemens (auch: Klemens) Biener studierte Deutsche Philologie an der Universität Wien, promovierte 1909 mit der Dissertation Syntaktische Untersuchungen an den mittelhochdeutschen Überarbeitungen älterer Gedichte zum Dr. phil. und war als Lehrer tätig. 1923 habilitierte er sich für ältere Deutsche Sprache und Literatur.

## Werke
- Clemes Biener und Josef Kallbrunner. Kaiserin Maria Theresias politisches Testament. Herausgegeben und eingeleitet von Josef Kallbrunner. Mit einem sprachkundlichen Nachwort von Clemens Biener. Verlag für Geschichte und Politik, Wien, 1952.